# Municipio de Kimmel
El municipio de Kimmel (en inglés: Kimmel Township) es un municipio ubicado en el condado de Bedford en el estado estadounidense de Pensilvania. En el año 2000 tenía una población de 1.609 habitantes y una densidad poblacional de 30.4 personas por km².

## Geografía
El municipio de Kimmel se encuentra ubicado en las coordenadas 40°14′00″N 78°30′59″O / 40.23333, -78.51639.

## Demografía
Según la Oficina del Censo en 2000 los ingresos medios por hogar en la localidad eran de $33,690 y los ingresos medios por familia eran $38,510. Los hombres tenían unos ingresos medios de $30,653 frente a los $19,318 para las mujeres. La renta per cápita para la localidad era de $16,429. Alrededor del 11,6% de la población estaban por debajo del umbral de pobreza.